# ألان غلازير
ألان غلازير (21 يناير 1939 - 12 نوفمبر 2020)، هو لاعب سهام مريشة بريطاني، ولد في هامبتون (لندن) في المملكة المتحدة.

## وصلات خارجية
- ألان غلازير على موقع DartsDatabase.co.uk (الإنجليزية)